# Iacopo Durandi
Iacopo Durandi (Santhià, 25 juillet 1739-Turin, 28 octobre 1817) est un poète, érudit et homme d'État italien.

## Biographie
Iacopo Durandi naquit en 1739, au bourg de Santhià, province de Verceil. Il fut reçu docteur en droit en 1762. Déjà avant d’être reçu docteur il avait publié l’Arianna abbandonata, petit poème qui eut un brillant succès et le fit connaître du père Agnesi, savant chronologiste et bon poète, qui lui donna des leçons et l’aida de son expérience et de ses lumières. En 1766, Durandi publia quatre volumes d’Opéras, qui presque tous furent joués sur le théâtre royal de Turin. Cependant le P. Agnesi l’engagea à des travaux plus graves, et par ses avis Durandi publia cette même année un écrit intitulé : Dell’Antica Condizione del Vercellese, e dell’antico borgo di Santià, qu’il dédia au duc de Chablais, dernier fils du roi Charles-Emmanuel. Trois ans après, il publia encore deux ouvrages historiques. Dès lors le gouvernement, appréciant ses talents, songea à se l’attacher, en l’appelant au parquet du procureur du roi, qui le chargea d’importants travaux sur les matières féodales. Nommé en 1774, substitut de ce magistrat, Durandi fut, en 1782, promu aux fonctions de conseiller à la cour des comptes. Ayant été décoré de la croix de l’Ordre des Saints-Maurice-et-Lazare, il fut nommé avocat patrimonial de cet ordre. Attaché aux principes monarchiques, il refusa de servir pendant l’occupation des Français ; et, sollicité par des personnes influentes d’accepter une place à la cour impériale de Turin, il répondit qu’il ne le pouvait pas, et qu’il se considérait toujours comme le sujet des rois sardes. De 1800 à 1814, ayant toujours vécu dans la retraite, il publia un grand nombre d’ouvrages ; et il se consolait des malheur de sa patrie en étudiant l’histoire de ses grands hommes. En 1814, lors de la restauration, l’ancienne magistrature ayant été rétablie, Durandi fut nommé président de la chambre des comptes ; mais, accablé d’infirmités, il demanda sa retraite, et mourut le 28 octobre 1817.

## Œuvres
- Arianna abbandonata, idillio pastorale, Turin, 1759 ;
- Opere drammatiche, Turin, 1766, 4 vol. in-8° ;
- Dell’Antica Condizione del Vercellese, e dell’antico borgo di Santià, Turin, 1766, 1 vol. in-4° ;
- Dell’Antica Città di Pedona, Caburro, Germanicia, e dell’Augusta de’ Vagienni, con illustrazioni di alcuni punti dell’antica storia, e geografia, Turin, 1769, in-8° ;
- Saggio della storia degli antichi popoli d’Italia, ibid., 1769, in-4°. Cet ouvrage a donné à Giuseppe Micali l’idée de celui qu’il a publié avec tant de succès sur les peuples qui ont habité l’Italie avant les Romains.
- Dell’Antico Stato d’Italia e della Gallia antica, ibid., 1772, in-8° ;
- Degli Antichi Cacciatori Polentini in Piemonte, e della condizione de’ cacciatori sotto i Romani contro l’opinione di Goebel ; colle epoche de’ re Lombardi emendate, ed osservazioni topografiche sul Piemonte antico, ibid., 1773, in-8° ;
- Il Piemonte cispadano antico, ovvero memorie per servire alle notizie del medesimo, ed alla intelligenza degli antichi scrittori, diplomi e documenti che lo concernono, con varie discussioni di storia, e di critica diplomatica, e con monumenti non più divulgati, ibid., 1774, in-4° ;
- Elogio del presidente Antonio Fabro, ibid., 1781, in-8° ;
- Elogio d’Arrigo di Serra, cardinale, vescovo d’Ostia, ibid., 1784, in-8° ;
- Saggio di scoperte geografiche dei moderni viaggiatori nell’interno dell’Africa, ed illustrazione e supplemento al viaggio di sir James Bruce alle sorgenti del Nilo, ibid., 1801, in-8° ;
- Notizia dell’antico Piemonte Transpadano, ossia la marca di Torino altrimenti detta d’Italia, ibid., 1803, in-4° ;
- Della Marca d’Ivrea tra le Alpi, il Ticino, l’Amalone ed il Po, per servire alla notizia dell’antico Piemonte Transpadano, ibid., 1804, in-4° ;
- Dissertazione sopra i codici, rotoli, ed altre antiche pergamene di pubblici archivi del Piemonte, ibid., 1805 , in-4° ;
- Osservazioni sopra alcune recenti scoperte geografiche fatte nell’Africa settentrionale, e singolarmente sopra il paese dei Garamanti, ibid., 1806, in-4° ;
- Della popolazione d’Italia circa l’anno di Roma 526, dedotta dalla quantità di truppe fornita dai Romani, e loro alleati per la guerra gallica-cisalpina, ibid., 1806, in-4° ;
- Idillii, e Discorsi intorno a’ genii della poesia e del canto venerati dai nostri antichi, come da’ Greci Apollo e le Muse, ibid., 1808, in-8° ;
- Ricerche sopra l’età in cui la fede ed il culto delle Muse si transportò dal Monte Olimpo in sul Parnaso, sull’Elicona, e Pindo, vera epoca della civiltà e prima coltura letteraria della Grecia, ibid., 1809, in-4° ;
- Dell’Origine del dritto regale della caccia, ibid., 1809, in-4° ;
- Dell’Antica Contesa de’ pastori di Val di Tanaro e di Val d’Arozia, e dei politici accidenti sopravvenuti, ibid., 1810, in-4° ;
- Schiarimenti sopra la carta del Piemonte antico dei secoli di mezzo, ibid., 1810 ;
- Memoria sopra Enrico, conte d’Asti, e della occidentale Liguria e dipoi Duca del Friuli sotto Carlo Magno, ibid., 1811, in-4°. Durandi, peu de temps avant de mourir, fit présent de ses livres à la bibliothèque de Verceil. Persuadé que les ouvrages inachevés nuisent à la réputation dé leurs auteurs, il brûla plusieurs manuscrits, que son âge l’empêchait de revoir.